# Eretmapodites
Eretmapodites (лат.) — род насекомых из трибы Aedini семейства кровососущих комаров (Culicidae). Афротропика.

## Описание
Желтовато-коричневые комары с очень широким пятном из крупных плоских серебристых чешуек, разделяющих глаза над усиками. Они обладают постспиракулярными щетинками, как и другие эдины в афротропическом регионе, но паратергит очень широкий и голый. Лесные комары, но некоторые виды приспособились к жизни на банановых плантациях. Личинки держатся в воде на опавших листьях, плодовой шелухе, пазухах листьев, раковинах улиток, искусственных контейнерах, бамбуке и редко в отверстиях деревьев. Личинки двух видов встречаются в воде, удерживаемой в вогнутой верхней поверхности полипоровых грибов. Личинки большинства видов являются факультативными хищниками. Некоторые арбовирусы, в том числе вирус лихорадки Рифт-Валли, были выделены из нескольких видов. Eretmapodites chrysogaster способен передавать вирус желтой лихорадки.

## Систематика
Род Eretmapodites рассматривается как таксон сестринский к родам (Alanstonea + Pseudarmigeres) + Heizmannia)) + Petermattinglyius, а эту кладу сестринской к кладе Lorrainea + (((Udaya + (Belkinius + Zeugnomyia)) + (Eretmapodites + Armigeres)).
Род Eretmapodites включают в трибу Aedini подсемейства Culicinae.
Выделяют 48 видов:
- Eretmapodites adami
- Eretmapodites angolensis
- Eretmapodites argyrurus
- Eretmapodites brenguesi
- Eretmapodites brevis
- Eretmapodites brottesi
- Eretmapodites caillardi
- Eretmapodites chrysogaster
- Eretmapodites conchobius
- Eretmapodites corbeti
- Eretmapodites douceti
- Eretmapodites dracaenae
- Eretmapodites dundo
- Eretmapodites eouzani
- Eretmapodites ferrarai
- Eretmapodites forcipulatus
- Eretmapodites germaini
- Eretmapodites gilletti
- Eretmapodites grahami
- Eretmapodites grenieri
- Eretmapodites haddowi
- Eretmapodites hamoni
- Eretmapodites harperi
- Eretmapodites hightoni
- Eretmapodites inornatus
- Eretmapodites intermedius
- Eretmapodites jani
- Eretmapodites lacani
- Eretmapodites leucopous
- Eretmapodites mahaffyi
- Eretmapodites marcelleae
- Eretmapodites mattinglyi
- Eretmapodites melanopous
- Eretmapodites mortiauxi
- Eretmapodites oedipodeios
- Eretmapodites parvipluma
- Eretmapodites pauliani
- Eretmapodites penicillatus
- Eretmapodites plioleucus
- Eretmapodites productus
- Eretmapodites quinquevittatus
- Eretmapodites ravissei
- Eretmapodites rickenbachi
- Eretmapodites salauni
- Eretmapodites semisimplicipes
- Eretmapodites silvestris
- Eretmapodites subsimplicipes
- Eretmapodites tendeiroi
- Eretmapodites tonsus
- Eretmapodites vansomereni
- Eretmapodites wansoni